# Klara Kirke
Klara Kirke (på svensk Klara kyrka eller Sankta Clara kyrka) er en kirke i bydelen Norrmalm i Stockholms innerstad. Før 1989 var det en sognekirke i Klara kirkesogn, derefter blev den indlemmet i Stockholms domkirkesogn, og kirken er nu en distriktskirke med Evangeliska Fosterlandsstiftelsen (EFS) som ansvarlig for kirkens aktiviteter. Navnet på kirken kommer fra klosteret, Sankt Klara Kloster, der oprindeligt lå på stedet.
Kirkebyggeriet begyndte i anden halvdel af 1500-tallet og blev sat i gang af den hollandske bygherre Hendrik van Huwen, og siden da har mange arkitekter været involveret i kirkebygningens videre udformning, blandt andet Willem Boy, Göran Josuae Adelcrantz, Carl Fredrik Adelcrantz, Carl Hårleman og senest (1963–1965) Artur von Schmalensee. Med sit 116 meter høje tårn er Klara Kirke Sveriges og Skandinaviens næsthøjeste kirke efter Uppsala Domkirke.

## Kirkens historie
Klara Kirke ligger på Klara Östra Kyrkogata i Stockholms City. Kirkegården, der har stort set samme omfang som i 1600-tallet, er næsten udelukkende omgivet af moderne bygninger.
I 1280'erne grundlagde man Sankt Klara Kloster og klosterkirken. Gustav Vasa lod klosteret og kirken nedrive i 1527. Der er dog bevaret to alterdøre. Johan 3. lod den nuværende kirke opføre med hjælp fra den hollandske bygherre Hendrik van Huwen; sandsynligvis var Willem Boy også ansat som kongens chefarkitekt.
Kirken er opført i mursten og har kirkeskib, et polygon-formet kor og et vesttårn med spir. Kirkerummet er dækket af korshvælv, mens der er bygget brede sakristier øst og vest for den nordlige del af kirkeskibet, trappeopgange er føjet til tværskibsgavlene, og polygonale udvidelser er placeret på begge sider af tårnet. Kirkeskib med kor, tværskibe og tårn blev opført i 1572-1590. I 1651 blev det vestlige sakristi opført og ombygget i 1835. Agneta Wrede byggede den sydlige indgangsdør, som er prydet med familie-våbenskjoldene Wrede og Lillie.
- Hvælvet loft.
- Prædikestolen.
- Alteret og altertavlen.

Den sydlige trappeopgang blev opført i 1726, sandsynligvis tegnet af Göran Josuae Adelcrantz. Kirken blev ramt af en brand i 1751 og blev genopbygget i 1752 efter hofbygmester Carl Hårlemans tegninger, nordtrappen blev tilføjet, og taget fik sin nuværende form. Tårnet og facaderne fik det nuværende udseende under Helgo Zettervalls restaurering i 1884-1886, hvor tårnudvidelserne også blev tilføjet. Interiøret er i dag præget af Agi Lindegrens restaurering fra 1906-1907. Olle Hjortzberg forsynede hvælvingerne med malerier.
I sommeren 1880 blev der udført en omfattende reparation og renovering af kirkens ydre, hvor taget blev malet og de større spidsbuevinduer fik nyt glas med blyramme. I sommeren 1881 skulle der efterfølgende foretages en renovering af kirkens indre, og også tårnets ydre stod for tur.
Den 85 meter lange kirke er omgivet af depotrum, en kontorbygning, en række grave og Klara Skoles bygning fra midten af 1600-tallet.

### Tårnet
Kirketårnet er muret op i røde mursten med bånd af sorte, skinnende klinker og slutter med et højt kobberbelagt spir, der er omgivet af fire mindre hjørnetårne ligeledes med spir. I november 1932 blev det dengang største pladebelægningsarbejde i Sverige afsluttet, da kirkens 1400 m² store tårntag blev dækket af 1600 kobberplader med en samlet vægt på 10.000 kg.
Spidsen af tårnet består af et smedet kors på en forgyldt kugle og med en gylden vejrhane øverst. Også hjørnetårnene slutter øverst med lignende kors på forgyldte kugler. Restaureringen i 1963-1965 af bl.a. Artur von Schmalensee var dog af mere teknisk karakter, idet der blev installeret et nyt elektrisk urværk til tårnuret. I dag er tårnet beskyttet mod brand af et sprinkleranlæg. Tårnet er 116 meter højt og dermed én af Sveriges højeste bygninger.
- Korset og vejrhanen på tårnspiret.
- Midtersektionen på spiret.
- Overgang mellem tårnlegeme og -tag.
- Klara Kirkes tårnur.

- Et vue op mod tårnets øvre del.
- Den store klokke.
- Trappen til tårnrummet med urværket.
- Tårnet indefra.

## I nyere tid
Klara Kirke udøver et omfattende hjælpearbejde for dem, der er i nød i det centrale Stockholm. Menigheden sørger for mad og tøj til hjemløse, narkomaner og flygtninge, støtte til de prostituerede, stressede og syge med samtale og bøn samt besøger fængsler. Der er desuden maduddeling mandag-fredag, og i Klara Kirke er der diakoner, præster og mange frivillige, der bruger meget tid og energi på dette arbejde, som efter aftale med domkirkesognet koordineres af foreningen St. Clara kyrka, tilknyttet Evangeliska Fosterlandsstiftelsen. Foreningen danner ligeledes base for den tilknyttede menighed, organiserer ungdomsgrupper, bøn og bibelstudiegrupper samt kurser om det grundlæggende i den kristne tro.